# Ajitgarh
Ajitgarh, vooral bekend onder de voormalige namen Sahibzada Ajit Singh Nagar (vaak afgekort tot S.A.S. Nagar) en Mohali, is een nagar panchayat (plaats) in het district Mohali van de Indiase staat Punjab. 

## Demografie
Volgens de Indiase volkstelling van 2001 wonen er 123.284 mensen in Ajitgarh, waarvan 53% mannelijk en 47% vrouwelijk is. De plaats heeft een alfabetiseringsgraad van 83%. 